# 庫珀·羅斯
庫珀·羅斯（Cooper Roth，2000年9月27日—）是美國的一位演員。他曾出演ABC情景喜劇重返賽場。